# Élections municipales de 2026 dans l'Ardèche
Pour un article plus général, voir Élections municipales françaises de 2026.
Les élections municipales dans l'Ardèche sont prévues en mars 2026. Cette page ne traite que les communes de 2 500 habitants et plus dans l'Ardèche.

## Résultats à l'échelle du département

### Maires sortants et maires élus
| Commune                     | Population (en 2022) | Maire sortant(e)         | Parti | Parti | Maire élu(e) | Parti | Parti |
| --------------------------- | -------------------- | ------------------------ | ----- | ----- | ------------ | ----- | ----- |
| Annonay                     | 17 222               | Simon Plénet             |       | PS    |              |       |       |
| Aubenas                     | 12 488               | Jean-Yves Meyer          |       | UDI   |              |       |       |
| Bourg-Saint-Andéol          | 7 506                | Françoise Gonnet-Tabarde |       | DVG   |              |       |       |
| Charmes-sur-Rhône           | 3 160                | Thierry Avouac           |       | UDI   |              |       |       |
| Le Cheylard                 | 2 812                | Jacques Chabal           |       | LR    |              |       |       |
| Chomérac                    | 3 094                | François Arsac           |       | DVD   |              |       |       |
| Cruas                       | 2 954                | Rachel Cotta             |       | DVD   |              |       |       |
| Davézieux                   | 3 181                | Gilles Dufaud            |       | DVD   |              |       |       |
| Guilherand-Granges          | 11 277               | Sylvie Gaucher           |       | DVD   |              |       |       |
| Le Pouzin                   | 2 893                | Christophe Vignal        |       | SE    |              |       |       |
| Privas                      | 8 552                | Michel Valla             |       | DVD   |              |       |       |
| Roiffieux                   | 2 723                | Christophe Delord        |       | SE    |              |       |       |
| Saint-Étienne-de-Fontbellon | 2 894                | Philippe Roux            |       | DVD   |              |       |       |
| Saint-Péray                 | 7 591                | Frédéric Gerland         |       | DVD   |              |       |       |
| Le Teil                     | 8 812                | Olivier Pévérelli        |       | PS    |              |       |       |
| Tournon-sur-Rhône           | 11 302               | Frédéric Sausset         |       | LR    |              |       |       |
| Vals-les-Bains              | 3 479                | Michel Ceysson           |       | DVD   |              |       |       |
| Les Vans                    | 2 680                | Jean-Marc Michel         |       | SE    |              |       |       |
| Vernosc-lès-Annonay         | 2 670                | Patrick Olagne           |       | DVD   |              |       |       |
| Villeneuve-de-Berg          | 3 031                | Sylvie Dubois            |       | DVG   |              |       |       |
| Viviers                     | 3 659                | Martine Mattei           |       | SE    |              |       |       |
| La Voulte-sur-Rhône         | 4 762                | Bernard Brottes          |       | DVD   |              |       |       |

### Résultats en nombre de maires
| Partis       | Partis                               | Maires sortants | Maires élus | Évolution |
| ------------ | ------------------------------------ | --------------- | ----------- | --------- |
|              | Divers droite                        | 10              |             |           |
|              | Les Républicains                     | 2               |             |           |
| Total droite | Total droite                         | 12              |             |           |
|              | Divers gauche                        | 2               |             |           |
|              | Parti socialiste                     | 2               |             |           |
| Total gauche | Total gauche                         | 4               |             |           |
|              | Union des démocrates et indépendants | 2               |             |           |
| Total centre | Total centre                         | 2               |             |           |
|              | Sans étiquette                       | 4               |             |           |
| Total        | Total                                | 22              | 22          | -         |

### Résultats par nuances
| Nuance | Nuance | Nuance | Premier tour | Premier tour | Premier tour | Second tour | Second tour | Second tour | Total sièges | Total sièges | Total sièges | Total sièges |
| Nuance | Nuance | Nuance | Voix         | %            | Sièges       | Voix        | %           | Sièges      | CM           | %            | CC           | %            |
| ------ | ------ | ------ | ------------ | ------------ | ------------ | ----------- | ----------- | ----------- | ------------ | ------------ | ------------ | ------------ |
|        |        |        |              |              |              |             |             |             |              |              |              |              |
| Total  | Total  | Total  |              | 100          |              |             | 100         |             |              | 100          |              | 100          |

### Taux de participation
| Taux de participation | 1er tour | Différence avec 2020 | 2d tour | Différence avec 2020 | Différence entre les deux tours |
| --------------------- | -------- | -------------------- | ------- | -------------------- | ------------------------------- |
| À 12 h                |          | 4,27                 |         |                      |                                 |
| À 17 h                |          |                      |         | 0,21                 |                                 |
| Final                 |          |                      |         |                      |                                 |

## Résultats dans les communes de plus de 2 500 habitants

### Annonay
- Maire sortant : Simon Plénet (PS)
- 33 sièges à pourvoir au conseil municipal (population légale 2022 : 17 222 habitants)
- 20 sièges à pourvoir au conseil communautaire (Annonay Rhône Agglo)

| Tête de liste | Tête de liste | Parti(s) | Nuance | Premier tour | Premier tour | Second tour | Second tour | Sièges | Sièges |
| Tête de liste | Tête de liste | Parti(s) | Nuance | Voix         | %            | Voix        | %           | CM     | CC     |
| ------------- | ------------- | -------- | ------ | ------------ | ------------ | ----------- | ----------- | ------ | ------ |

### Aubenas
- Maire sortant : Jean-Yves Meyer (UDI)
- 33 sièges à pourvoir au conseil municipal (population légale 2022 : 12 488 habitants)
- 16 sièges à pourvoir au conseil communautaire (CC du Bassin d'Aubenas)

| Tête de liste | Tête de liste | Parti(s) | Nuance | Premier tour | Premier tour | Second tour | Second tour | Sièges | Sièges |
| Tête de liste | Tête de liste | Parti(s) | Nuance | Voix         | %            | Voix        | %           | CM     | CC     |
| ------------- | ------------- | -------- | ------ | ------------ | ------------ | ----------- | ----------- | ------ | ------ |

### Bourg-Saint-Andéol
- Maire sortante : Françoise Gonnet-Tabarde (DVG)
- 29 sièges à pourvoir au conseil municipal (population légale 2022 : 7 506 habitants)
- 12 sièges à pourvoir au conseil communautaire (CC du Rhône aux Gorges de l'Ardèche)

| Tête de liste | Tête de liste | Parti(s) | Nuance | Premier tour | Premier tour | Second tour | Second tour | Sièges | Sièges |
| Tête de liste | Tête de liste | Parti(s) | Nuance | Voix         | %            | Voix        | %           | CM     | CC     |
| ------------- | ------------- | -------- | ------ | ------------ | ------------ | ----------- | ----------- | ------ | ------ |

### Charmes-sur-Rhône
- Maire sortant : Thierry Avouac (UDI)
- 23 sièges à pourvoir au conseil municipal (population légale 2022 : 3 160 habitants)
- 3 sièges à pourvoir au conseil communautaire (CC Rhône Crussol)

| Tête de liste | Tête de liste | Parti(s) | Nuance | Premier tour | Premier tour | Second tour | Second tour | Sièges | Sièges |
| Tête de liste | Tête de liste | Parti(s) | Nuance | Voix         | %            | Voix        | %           | CM     | CC     |
| ------------- | ------------- | -------- | ------ | ------------ | ------------ | ----------- | ----------- | ------ | ------ |

### Le Cheylard
- Maire sortant : Jacques Chabal (LR)
- 23 sièges à pourvoir au conseil municipal (population légale 2022 : 2 812 habitants)
- 10 sièges à pourvoir au conseil communautaire (CC Val'Eyrieux)

| Tête de liste | Tête de liste | Parti(s) | Nuance | Premier tour | Premier tour | Second tour | Second tour | Sièges | Sièges |
| Tête de liste | Tête de liste | Parti(s) | Nuance | Voix         | %            | Voix        | %           | CM     | CC     |
| ------------- | ------------- | -------- | ------ | ------------ | ------------ | ----------- | ----------- | ------ | ------ |

### Chomérac
- Maire sortant : François Arsac (DVD)
- 23 sièges à pourvoir au conseil municipal (population légale 2022 : 3 094 habitants)
- 4 sièges à pourvoir au conseil communautaire (CA Privas Centre Ardèche)

| Tête de liste | Tête de liste | Parti(s) | Nuance | Premier tour | Premier tour | Second tour | Second tour | Sièges | Sièges |
| Tête de liste | Tête de liste | Parti(s) | Nuance | Voix         | %            | Voix        | %           | CM     | CC     |
| ------------- | ------------- | -------- | ------ | ------------ | ------------ | ----------- | ----------- | ------ | ------ |

### Cruas
- Maire sortante : Rachel Cotta (DVD)
- 23 sièges à pourvoir au conseil municipal (population légale 2022 : 2 954 habitants)
- 5 sièges à pourvoir au conseil communautaire (CC Ardèche Rhône Coiron)

| Tête de liste | Tête de liste | Parti(s) | Nuance | Premier tour | Premier tour | Second tour | Second tour | Sièges | Sièges |
| Tête de liste | Tête de liste | Parti(s) | Nuance | Voix         | %            | Voix        | %           | CM     | CC     |
| ------------- | ------------- | -------- | ------ | ------------ | ------------ | ----------- | ----------- | ------ | ------ |

### Davézieux
- Maire sortant : Gilles Dufaud (DVD)
- 23 sièges à pourvoir au conseil municipal (population légale 2022 : 3 181 habitants)
- 3 sièges à pourvoir au conseil communautaire (Annonay Rhône Agglo)

| Tête de liste | Tête de liste | Parti(s) | Nuance | Premier tour | Premier tour | Second tour | Second tour | Sièges | Sièges |
| Tête de liste | Tête de liste | Parti(s) | Nuance | Voix         | %            | Voix        | %           | CM     | CC     |
| ------------- | ------------- | -------- | ------ | ------------ | ------------ | ----------- | ----------- | ------ | ------ |

### Guilherand-Granges
- Maire sortante : Sylvie Gaucher (DVD)
- 33 sièges à pourvoir au conseil municipal (population légale 2022 : 11 277 habitants)
- 13 sièges à pourvoir au conseil communautaire (CC Rhône Crussol)

| Tête de liste | Tête de liste | Parti(s) | Nuance | Premier tour | Premier tour | Second tour | Second tour | Sièges | Sièges |
| Tête de liste | Tête de liste | Parti(s) | Nuance | Voix         | %            | Voix        | %           | CM     | CC     |
| ------------- | ------------- | -------- | ------ | ------------ | ------------ | ----------- | ----------- | ------ | ------ |

### Le Pouzin
- Maire sortant : Christophe Vignal (SE)
- 23 sièges à pourvoir au conseil municipal (population légale 2022 : 2 893 habitants)
- 3 sièges à pourvoir au conseil communautaire (CA Privas Centre Ardèche)

| Tête de liste | Tête de liste | Parti(s) | Nuance | Premier tour | Premier tour | Second tour | Second tour | Sièges | Sièges |
| Tête de liste | Tête de liste | Parti(s) | Nuance | Voix         | %            | Voix        | %           | CM     | CC     |
| ------------- | ------------- | -------- | ------ | ------------ | ------------ | ----------- | ----------- | ------ | ------ |

### Privas
- Maire sortant : Michel Valla (DVD)
- 29 sièges à pourvoir au conseil municipal (population légale 2022 : 8 552 habitants)
- 11 sièges à pourvoir au conseil communautaire (CA Privas Centre Ardèche)

| Tête de liste | Tête de liste | Parti(s) | Nuance | Premier tour | Premier tour | Second tour | Second tour | Sièges | Sièges |
| Tête de liste | Tête de liste | Parti(s) | Nuance | Voix         | %            | Voix        | %           | CM     | CC     |
| ------------- | ------------- | -------- | ------ | ------------ | ------------ | ----------- | ----------- | ------ | ------ |

### Roiffieux
- Maire sortant : Christophe Delord (SE)
- 23 sièges à pourvoir au conseil municipal (population légale 2022 : 2 723 habitants)
- 3 sièges à pourvoir au conseil communautaire (Annonay Rhône Agglo)

| Tête de liste | Tête de liste | Parti(s) | Nuance | Premier tour | Premier tour | Second tour | Second tour | Sièges | Sièges |
| Tête de liste | Tête de liste | Parti(s) | Nuance | Voix         | %            | Voix        | %           | CM     | CC     |
| ------------- | ------------- | -------- | ------ | ------------ | ------------ | ----------- | ----------- | ------ | ------ |

### Saint-Étienne-de-Fontbellon
- Maire sortant : Philippe Roux (DVD)
- 23 sièges à pourvoir au conseil municipal (population légale 2022 : 2 894 habitants)
- 3 sièges à pourvoir au conseil communautaire (CC du Bassin d'Aubenas)

| Tête de liste | Tête de liste | Parti(s) | Nuance | Premier tour | Premier tour | Second tour | Second tour | Sièges | Sièges |
| Tête de liste | Tête de liste | Parti(s) | Nuance | Voix         | %            | Voix        | %           | CM     | CC     |
| ------------- | ------------- | -------- | ------ | ------------ | ------------ | ----------- | ----------- | ------ | ------ |

### Saint-Péray
- Maire sortant : Frédéric Gerland (DVD)
- 29 sièges à pourvoir au conseil municipal (population légale 2022 : 7 591 habitants)
- 9 sièges à pourvoir au conseil communautaire (CC Rhône Crussol)

| Tête de liste            | Tête de liste | Parti(s) | Nuance | Premier tour | Premier tour | Second tour | Second tour | Sièges | Sièges |
| Tête de liste            | Tête de liste | Parti(s) | Nuance | Voix         | %            | Voix        | %           | CM     | CC     |
| ------------------------ | ------------- | -------- | ------ | ------------ | ------------ | ----------- | ----------- | ------ | ------ |
|                          | À déterminer  | SE       |        |              |              |             |             |        |        |
|                          |               |          |        |              |              |             |             |        |        |
| Exprimés                 |               |          |        |              |              |             |             |        |        |
| Votes blancs             |               |          |        |              |              |             |             |        |        |
| Votes nuls               |               |          |        |              |              |             |             |        |        |
| Total                    | Total         | Total    | Total  |              | 100          |             | 100         | 29     | 9      |
| Absentions               |               |          |        |              |              |             |             |        |        |
| Inscrits / participation |               |          |        |              |              |             |             |        |        |

### Le Teil
- Maire sortant : Olivier Pévérelli (PS)
- 29 sièges à pourvoir au conseil municipal (population légale 2022 : 8 812 habitants)
- 14 sièges à pourvoir au conseil communautaire (CC Ardèche Rhône Coiron)

| Tête de liste | Tête de liste | Parti(s) | Nuance | Premier tour | Premier tour | Second tour | Second tour | Sièges | Sièges |
| Tête de liste | Tête de liste | Parti(s) | Nuance | Voix         | %            | Voix        | %           | CM     | CC     |
| ------------- | ------------- | -------- | ------ | ------------ | ------------ | ----------- | ----------- | ------ | ------ |

### Tournon-sur-Rhône
- Maire sortant : Frédéric Sausset (LR), ne se représente pas[3].
- 33 sièges à pourvoir au conseil municipal (population légale 2022 : 11 302 habitants)
- 12 sièges à pourvoir au conseil communautaire (Arche Agglo)

| Tête de liste            | Tête de liste     | Parti(s) | Nuance | Premier tour | Premier tour | Second tour | Second tour | Sièges | Sièges |
| Tête de liste            | Tête de liste     | Parti(s) | Nuance | Voix         | %            | Voix        | %           | CM     | CC     |
| ------------------------ | ----------------- | -------- | ------ | ------------ | ------------ | ----------- | ----------- | ------ | ------ |
|                          | Laurent Barruyer, | DVD      |        |              |              |             |             |        |        |
|                          |                   |          |        |              |              |             |             |        |        |
| Exprimés                 |                   |          |        |              |              |             |             |        |        |
| Votes blancs             |                   |          |        |              |              |             |             |        |        |
| Votes nuls               |                   |          |        |              |              |             |             |        |        |
| Total                    | Total             | Total    | Total  |              | 100          |             | 100         | 33     | 12     |
| Absentions               |                   |          |        |              |              |             |             |        |        |
| Inscrits / participation |                   |          |        |              |              |             |             |        |        |

### Vals-les-Bains
- Maire sortant : Michel Ceysson (DVD)
- 23 sièges à pourvoir au conseil municipal (population légale 2022 : 3 479 habitants)
- 4 sièges à pourvoir au conseil communautaire (CC Bassin d'Aubenas)

| Tête de liste | Tête de liste | Parti(s) | Nuance | Premier tour | Premier tour | Second tour | Second tour | Sièges | Sièges |
| Tête de liste | Tête de liste | Parti(s) | Nuance | Voix         | %            | Voix        | %           | CM     | CC     |
| ------------- | ------------- | -------- | ------ | ------------ | ------------ | ----------- | ----------- | ------ | ------ |

### Les Vans
- Maire sortant : Jean-Marc Michel (SE)
- 23 sièges à pourvoir au conseil municipal (population légale 2022 : 2 680 habitants)
- 9 sièges à pourvoir au conseil communautaire (CC Pays des Vans en Cévennes)

| Tête de liste | Tête de liste | Parti(s) | Nuance | Premier tour | Premier tour | Second tour | Second tour | Sièges | Sièges |
| Tête de liste | Tête de liste | Parti(s) | Nuance | Voix         | %            | Voix        | %           | CM     | CC     |
| ------------- | ------------- | -------- | ------ | ------------ | ------------ | ----------- | ----------- | ------ | ------ |

### Vernosc-lès-Annonay
- Maire sortant : Patrick Olagne (DVD)
- 23 sièges à pourvoir au conseil municipal (population légale 2022 : 2 670 habitants)
- 3 sièges à pourvoir au conseil communautaire (Annonay Rhône Agglo)

| Tête de liste | Tête de liste | Parti(s) | Nuance | Premier tour | Premier tour | Second tour | Second tour | Sièges | Sièges |
| Tête de liste | Tête de liste | Parti(s) | Nuance | Voix         | %            | Voix        | %           | CM     | CC     |
| ------------- | ------------- | -------- | ------ | ------------ | ------------ | ----------- | ----------- | ------ | ------ |

### Villeneuve-de-Berg
- Maire sortante : Sylvie Dubois (DVG)
- 23 sièges à pourvoir au conseil municipal (population légale 2022 : 3 031 habitants)
- 10 sièges à pourvoir au conseil communautaire (CC Berg et Coiron)

| Tête de liste | Tête de liste | Parti(s) | Nuance | Premier tour | Premier tour | Second tour | Second tour | Sièges | Sièges |
| Tête de liste | Tête de liste | Parti(s) | Nuance | Voix         | %            | Voix        | %           | CM     | CC     |
| ------------- | ------------- | -------- | ------ | ------------ | ------------ | ----------- | ----------- | ------ | ------ |

### Viviers
- Maire sortante : Martine Mattei (SE)
- 27 sièges à pourvoir au conseil municipal (population légale 2022 : 3 659 habitants)
- 6 sièges à pourvoir au conseil communautaire (CC du Rhône aux Gorges de l'Ardèche)

| Tête de liste | Tête de liste | Parti(s) | Nuance | Premier tour | Premier tour | Second tour | Second tour | Sièges | Sièges |
| Tête de liste | Tête de liste | Parti(s) | Nuance | Voix         | %            | Voix        | %           | CM     | CC     |
| ------------- | ------------- | -------- | ------ | ------------ | ------------ | ----------- | ----------- | ------ | ------ |

### La Voulte-sur-Rhône
- Maire sortant : Bernard Brottes (DVD)
- 27 sièges à pourvoir au conseil municipal (population légale 2022 : 4 762 habitants)
- 7 sièges à pourvoir au conseil communautaire (CA Privas Centre Ardèche)

| Tête de liste | Tête de liste | Parti(s) | Nuance | Premier tour | Premier tour | Second tour | Second tour | Sièges | Sièges |
| Tête de liste | Tête de liste | Parti(s) | Nuance | Voix         | %            | Voix        | %           | CM     | CC     |
| ------------- | ------------- | -------- | ------ | ------------ | ------------ | ----------- | ----------- | ------ | ------ |